# Kypello Kyprou 2019-2020
La Kypello Kyprou 2019-2020 è stata la 78ª edizione della coppa nazionale cipriota. La competizione, iniziata il 30 ottobre 2019, è stata sospesa e dichiarata non assegnata dalla Federazione calcistica di Cipro il 15 maggio 2020 a seguito dell'emergenza dovuta alla pandemia di COVID-19.

## Primo turno
| 30 ottobre 2019    |       |                 |
| Olympiakos Nicosia | 5 – 3 | Xylotymbou      |
| Onīsilos Sōtīra    | 1 – 5 | Ethnikos Achnas |
| 27 novembre 2019   |       |                 |
| Agia Napa          | 0 – 3 | Pafos           |
| 4 dicembre 2019    |       |                 |
| Apollōn Limassol   | 5 – 1 | Arīs Limassol   |
| Akritas Chlōrakas  | 0 – 7 | Doxa Katōkopias |
| Othellos Athīainou | 2 – 3 | EN Paralimni    |

## Secondo turno
| Squadra 1                         | Totale | Squadra 2       | Andata | Ritorno |
| --------------------------------- | ------ | --------------- | ------ | ------- |
| 8 gennaio 2020 / 15 gennaio 2020  |        |                 |        |         |
| Alkī Oroklini                     | 2 – 7  | AEL Limassol    | 1 – 5  | 1 – 2   |
| 8 gennaio 2020 / 22 gennaio 2020  |        |                 |        |         |
| AEK Larnaca                       | 4 – 0  | Karmiōtissa     | 3 – 0  | 1 – 0   |
| EN Paralimni                      | 1 – 3  | Doxa Katōkopias | 0 – 2  | 1 – 1   |
| 15 gennaio 2020 / 22 gennaio 2020 |        |                 |        |         |
| Ermīs Aradippou                   | 0 – 8  | Omonia          | 0 – 5  | 0 – 3   |
| 15 gennaio 2020 / 29 gennaio 2020 |        |                 |        |         |
| Pafos                             | 1 – 3  | Nea Salamis     | 0 – 1  | 1 – 2   |
| Olympiakos Nicosia                | 0 – 3  | Anorthōsis      | 0 – 0  | 0 – 3   |
| 22 gennaio 2020 / 29 gennaio 2020 |        |                 |        |         |
| Apollōn Limassol                  | 3 – 1  | APOEL           | 1 – 0  | 2 – 1   |
| 29 gennaio 2020 / 5 febbraio 2020 |        |                 |        |         |
| Digenīs Morphou                   | 0 – 6  | Ethnikos Achnas | 0 – 3  | 0 – 3   |

## Quarti di finale
| Squadra 1                           | Totale      | Squadra 2       | Andata | Ritorno     |
| ----------------------------------- | ----------- | --------------- | ------ | ----------- |
| 6 febbraio 2020 / 19 febbraio 2020  |             |                 |        |             |
| Omonia                              | 5 – 2       | Doxa Katōkopias | 4 – 1  | 1 – 1       |
| 12 febbraio 2020 / 19 febbraio 2020 |             |                 |        |             |
| AEL Limassol                        | 1 – 1 (gfc) | AEK Larnaca     | 0 – 0  | 1 – 1       |
| 19 febbraio 2020 / 26 febbraio 2020 |             |                 |        |             |
| Anorthōsis                          | 3 – 1       | Nea Salamis     | 1 – 1  | 2 – 0       |
| Apollōn Limassol                    | 3 – 2       | Ethnikos Achnas | 2 – 0  | 1 – 2 (dts) |